# Luís Galhardo
Luís Galhardo (Lisboa, 23 de diciembre de 1874 — Lisboa, 30 de enero de 1929) fue un militar, periodista, dramaturgo y empresario teatral portugués.

## Biografía
Era hijo de un oficial de la Armada y profesor de la Escuela Naval, João Maria de Carvalho y de su mujer Carolina Augusta de Araújo. Nació el 23 de diciembre de 1874, en la Calzada del Duque, feguesía del Beato, en Lisboa y estudió en el Colegio Militar entre 1886 y 1892.
Se alistó en el ejército el 16 de julio de 1892. Asistió a la Escuela del Ejército. Fue ascendido a Alférez de Infantería el 14 de noviembre de 1897 y a Teniente el 1 de diciembre de 1901, cargo con el que fue comandante de la 2.ª División del Depósito de Plazas de Ultramar . Se convirtió en coronel en 1927.
Se dedicó al periodismo y a la literatura, colaborando tanto en prosa, como en verso en diferentes periódicos, incluyendo la revista Renascença. Fue el gerente del periódico La Época, desde el momento de su fundación en mayo de 1902.
Contrajo matrimonio con Laura Albertina Santana, tía de Vasco Santana, a 27 de octubre de 1902, en la Iglesia de Son Mamede, en Lisboa, teniendo dos hijos, Luís y José. Su hijo José Galhardo, capitán del Ejército, escribió la letra de la canción Coimbra, también conocida como Avril au Portugal, con música de Raul Aguijón, coronel del Ejército y contemporáneo de Luís Galhardo en el Colegio Militar.
Luís Galhardo fue nombrado Comandante de la Orden Militar de Avis (28 de febrero de 1919), Comandante de la Orden Militar de Sant'Iago da Espada (28 de junio de 1919) y Comandante de la Orden Militar de Cristo (10 de enero de 1920).
Tradujo y escribió varias obras de teatro, entre ellas: A Primeira Pedra, un drama social, y Os Pelintras, una comedia de modales. Fue un emprendedor teatral, habiendo fundado Parque Mayer en 1922. Considerado uno de los creadores de la revista de estilo portugués, firmó y produjo grandes éxitos y descubrió estrellas como Beatriz Costa, Estêvão Amarante y Vasco Santana .
Fue uno de los fundadores de la Sociedad de Escritores y Compositores de Teatro Portugués, ahora Sociedad Portuguesa de Autores .
Luís Galhardo, junto a José Galhardo, Alberto Barbosa y Vasco Santana, recibió el Alfredo Carvalho hacer SNI premio, otorgado a los autores e intérpretes de la mejor recitado tema de la revista, de la autoría de la obra Se Aquilo Que a gente Sente. 
Murió el 30 de enero de 1929 en el Hospital Escolar, parroquia de Camões, en Lisboa, de un cáncer de origen celíaco, a la edad de 54 años. Está enterrado en una tumba, en el cementerio del Alto de São João, en Lisboa.
Su nombre forma parte de la toponimia de: Almada (Praceta Luís Galhardo, clientela de Charneca de Caparica).
A pesar de su común vocación militar, Luís Galhardo no está relacionado con el general Eduardo Galhardo.